# ハト派
ハト派（ハトは、英語：pacifist, dove）とは、鳩が持つ平和のイメージを政治的傾向の分類に用いたものである。用例によっては穏健派（）、もしくは慎重派（）ともいう。旧約聖書のノアの方舟の伝説に基づく。対義語はタカ派。

## 語義
ハト派・タカ派には、必ずしも明確な基準はないが、一般的には平和主義的な姿勢、外交・安全保障政策などについて軍事力による紛争解決（軍事力を用いた他国の牽制や積極的な武力行使）に否定的な考えを持ち、そういった政策を支持している行動様式の集団あるいは人物がハト派（もしくは穏健派）と呼称される。
ハト派の勢力が強かった1980年代以前は、もっぱらタカ派が批判的に使われたのに対し、ハト派は「平和主義」であり、肯定的イメージを伴って用いられた。1990年代後半以降は、保守傍流の台頭に伴って、ハト派や中道に対して「左派」、「売国奴といった批判が行われることも少なくない。
一方、オーストリアの動物行動学の権威、コンラート・ローレンツが著書『ソロモンの指環』の中で著述した「一度喧嘩を始めたが最後、相手が死ぬまで決して攻撃を止めようとしなかった鳥籠の２羽のハト」のエピソードを、ハト派の中核を成す左派の内ゲバ（粛清）の凄絶さと絡めて、ハト派とされる人物や団体が持つ潜在的な危険性を揶揄する形でタカ派側が引用する事もある。
本来は右派・左派と、タカ派・ハト派は別のものである。実例として、1940年頃のアメリカ合衆国では、右派に属する共和党の孤立主義者が第二次世界大戦への介入に反対するハト派であり、ニューディール政策を実行した左派である民主党のルーズベルト（当時の大統領）が第二次世界大戦への介入を進めたタカ派であった。また、ソビエト共産党においても、社会主義の原則を厳守したスターリンやブレジネフよりも、改革開放を推進したゴルバチョフの方が外交上はよりハト派的であった。

## 転用
中央銀行の金融政策を評する際に、物価安定を重視し通貨引き締めを行う姿勢をタカ派、景気拡大を重視し金融緩和を積極的に行う姿勢をハト派と称する場合がある（田中秀臣「ベン・バーナンキ　世界経済の新皇帝」講談社、P84）。